# Cui Yuan (Dinastia Tang)
Cui Yuan (崔圓) (705–768), conhecido pelo nome de cortesia Youyu (有裕), formalmente intitulado Duque Zhaoxiang de Zhao (趙昭襄公), foi um político chinês durante a dinastia Tang, servindo como chanceler durante os reinados do Imperador Xuanzong e do Imperador Suzong.

## Início de vida
Cui Yuan nasceu em 704, durante o reinado de Wu Zetian. Sua família era da Prefeitura de Bei (貝州, na moderna Xingtai, Hebei), da "ramificação Qingzhou de Qinghe" do proeminente clã Cui de Qinghe. Seu avô Cui Zhengu (崔貞固) serviu como secretário-geral do condado para a dinastia Tang, e seu pai Cui Jingzhi (崔景晊) atuou como juiz da suprema corte. Cui Yuan perdeu seu pai quando era jovem, e dizia-se que era pobre, mas tinha grandes ambições, estudando estratégias militares fervorosamente.

## Durante o reinado do Imperador Xuanzong
Durante a era Kaiyuan (713-741) do Imperador Xuanzong, este último realizou um exame imperial especial para aqueles que poderiam ter perdido os exames regulares. Cui Yuan obteve uma pontuação alta em estratégia militar e foi feito oficial militar, mas, como estava orgulhoso de suas habilidades literárias, não ficou satisfeito com a comissão. Mais tarde, quando serviu sob Xiao Jiong (蕭炅), prefeito do Município de Jingzhao (京兆府, que abrangia a capital Chang'an), Xiao o recomendou e ele foi nomeado secretário-geral do Condado de Huichang. Mais tarde, foi promovido a Sixun Yuanwailang (司勳員外郎), um oficial de baixo escalão no ministério dos assuntos civis.
Em 752, quando o chanceler Yang Guozhong também se tornou o governador militar (jiedushi) do Circuito de Jiannan (劍南, com sede em Chengdu, Sichuan), Yang o convidou para servir em sua equipe e ele se tornou o conselheiro militar do governador da Comandância de Shu (蜀郡, ou seja, Chengdu) e governador militar interino, na ausência de Yang.
Após o rebelde governador militar An Lushan se revoltar em 755, Yang considerou a possibilidade de que o imperador pudesse ter que fugir para Jiannan e instruiu secretamente Cui a começar a preparar tal plano. Em 756, quando as forças de An se aproximaram de Chang'an, o plano foi executado, e o Imperador Xuanzong iniciou a fuga para Jiannan — embora, no caminho, Yang tenha sido morto por soldados enfurecidos da guarda imperial. Uma vez que o comboio do Imperador Xuanzong alcançou a Comandância de Hechi (河池, em Baoji, Shaanxi), o mensageiro de Cui também chegou lá para receber o Imperador Xuanzong e indicar que Jiannan estava bem abastecido.
O Imperador Xuanzong promoveu Cui a Zhongshu Shilang (中書侍郎), o vice-chefe do bureau legislativo do governo (中書省, Zhongshu Sheng), e lhe deu a designação Tong Zhongshu Menxia Pingzhangshi (同中書門下平章事), tornando-o um chanceler de facto. Posteriormente, quando o Imperador Xuanzong enviou seu filho Li Jiao (李璷), o Príncipe de Ying, a Jiannan primeiro para inspecionar o circuito, Li Jiao não foi respeitoso com Cui, e o Imperador Xuanzong, para apaziguá-lo, chamou Li Jiao de volta.

## Durante o reinado do Imperador Suzong
O príncipe herdeiro Li Heng, que não seguiu o Imperador Xuanzong em direção a Jiannan, havia se declarado imperador (como Imperador Suzong) em Lingwu. Quando o Imperador Xuanzong recebeu essa notícia, ele reconheceu o Imperador Suzong como imperador, assumindo o título Taishang Huang (imperador aposentado) em vez disso.
Ele também enviou três dos quatro chanceleres que ele comissionou - Wei Jiansu, Fang Guan e Cui Huan - para Lingwu para investir formalmente o Imperador Suzong como imperador, mas manteve Cui Yuan no Comando de Shu por algum tempo, até a primavera de 757, quando também enviou Cui Yuan para se juntar ao Imperador Suzong, então em Pengyuan (彭原, em moderno Qingyang, Gansu). Para mostrar favor a Cui, no entanto, o Imperador Xuanzong ergueu um monumento no Comando de Shu para comemorar suas realizações. Inicialmente, esperava-se que o Imperador Suzong não o favorecesse, e o Imperador Suzong não o encontrou por vários dias, mesmo depois de ele ter chegado a Pengyuan; somente após ele ter subornado um dos associados íntimos do Imperador Suzong, o eunuco Li Fuguo, é que ele conseguiu encontrar o Imperador Suzong.
Em 758, depois que o Imperador Suzong recapturou Chang'an, e os Imperadores Xuanzong e Suzong retornaram lá, Cui foi nomeado Duque de Zhao, mas foi removido de seu cargo de chanceler e tornou-se conselheiro do príncipe herdeiro. Ele foi encarregado da capital oriental de Luoyang, que o filho e sucessor de An Lushan, An Qingxu, havia acabado de abandonar.
Na primavera de 759, no entanto, depois que as forças tang lutando contra An Qingxu e Shi Siming desmoronaram em Yecheng, os oficiais e o povo de Luoyang entraram em pânico e fugiram de Luoyang, com Cui fugindo até Xiangyang. Depois, ele apresentou uma petição pedindo punição, e o Imperador Suzong o despojou de seu feudo e de seu título honorário como Kaifu Yitong Sansi (開府儀同三司). Ele logo se tornou o professor do irmão do Imperador Suzong, Li Huan (李環), o Príncipe de Ji. Em seguida, por recomendação do general Li Guangbi, ele foi nomeado prefeito do Prefeitura de Huai (懷州, aproximadamente moderno Jiaozuo, Henan) e mais tarde prefeito do Prefeitura de Fen (汾州, aproximadamente moderno Linfen, Shanxi), tendo boa reputação em ambos os lugares. Em 761, Cui era o governador militar do Circuito de Huainan (淮南, sediado em moderno Yangzhou, Jiangsu). Permaneceu lá até sua morte em 768.